# Epalpus consanguineus
Epalpus consanguineus là một loài ruồi trong họ Tachinidae.